# Taalroute (Schiermonnikoog)
De taalroute is een route op het eiland Schiermonnikoog met een negental gedichten die geschreven zijn in het Schiermonnikoogs.

## Beschrijving
Om de herinnering aan het Schiermonnikoogs levend te houden, een dialect dat nog maar door een kleine groep bewoners wordt gesproken, werd op 10 april 2010 in Schiermonnikoog de Taalroute geopend. Op negen plaatsen, verspreid over het eiland, zijn gedichten in het oorspronkelijk dialect van Schiermonnikoog te vinden. De gedichten zijn geschreven door drie dichters van Schiermonnikoog, de oud-directeur van het loodswezen in Rotterdam Lammert Wiersma (1881-1980), de lerares en dichteres Pita Grilk (1905-1980) en de gezagvoerder Jacob Fenenga (1888-1972). De route werd geopend met het in het Schiermonnikoogs zingen van "Hest it heersd, hest it heersd, wy bin ús taal nach net ferleersd!".
De gedichten zijn gewijd aan thema's die in directe relatie staan met Schiermonnikoog, zoals wat bindt ons aan dit stukje grond, John Eric Banck, eigenaar van Schiermonnikoog, de zeedijk, de vuurtoren, het strand, Vredenhof en het dorp zelf.

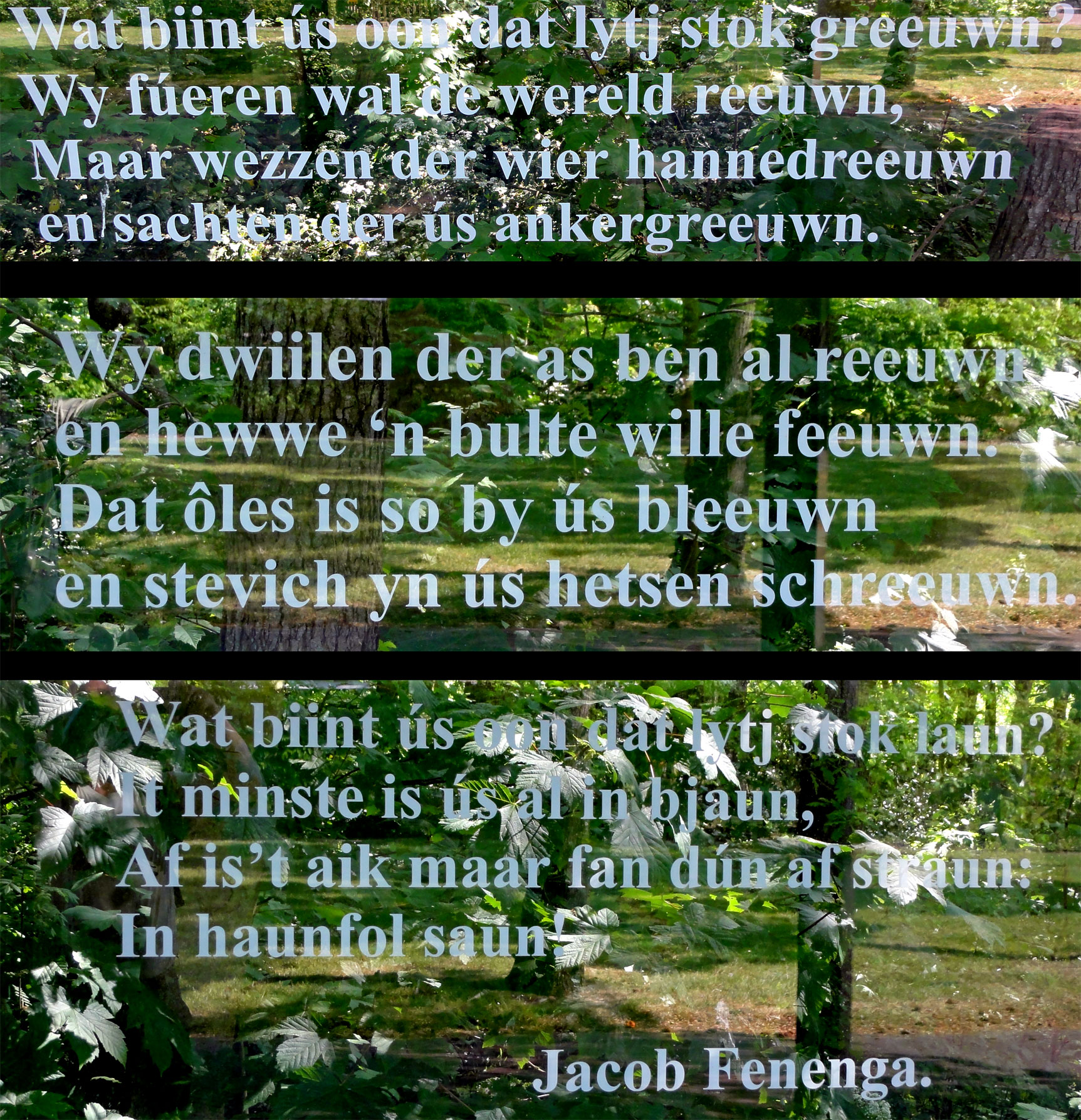
Wat bindt ons
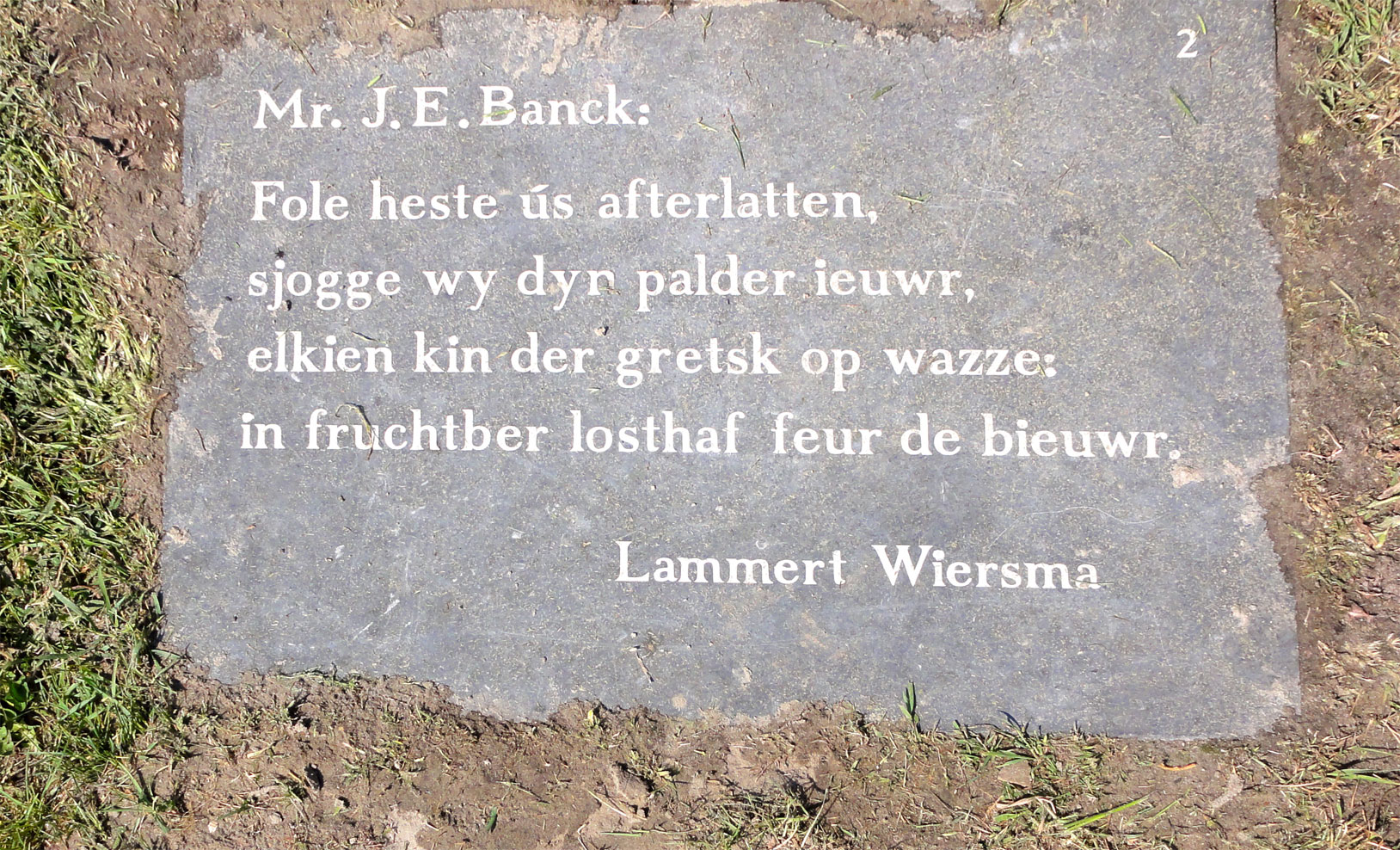
Aan Mr. Banck
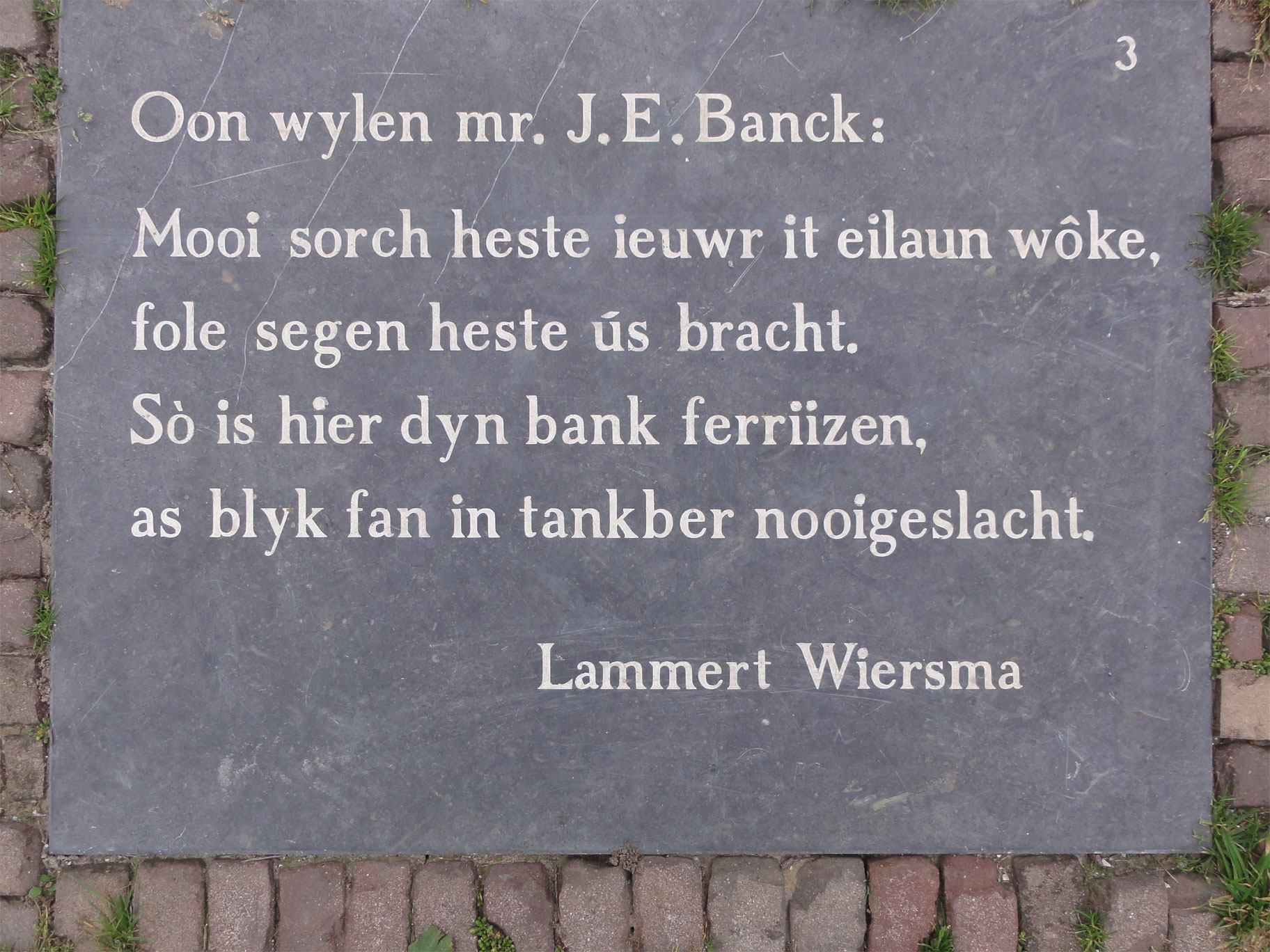
Bij bank voor Banck
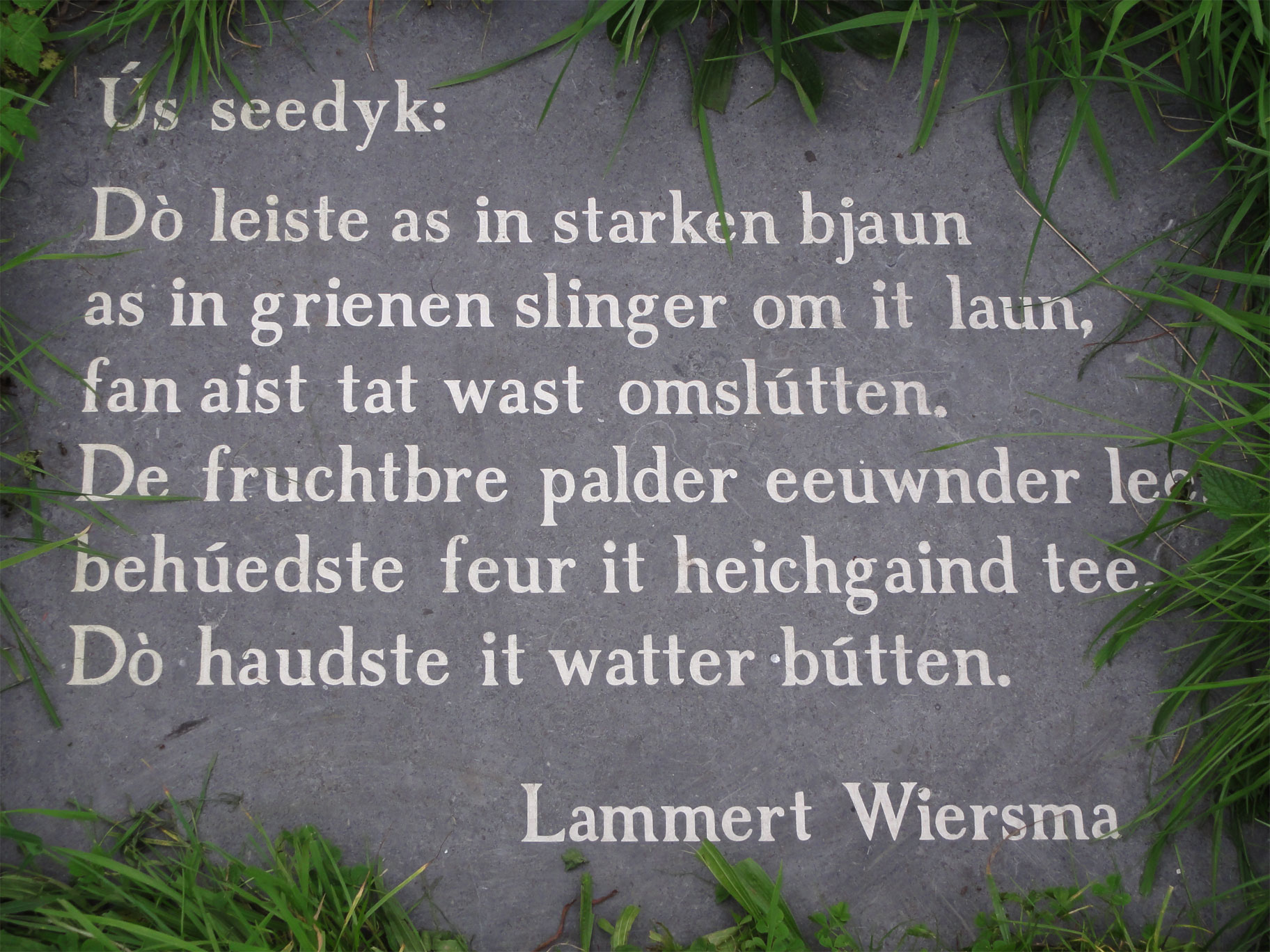
Zeedijk
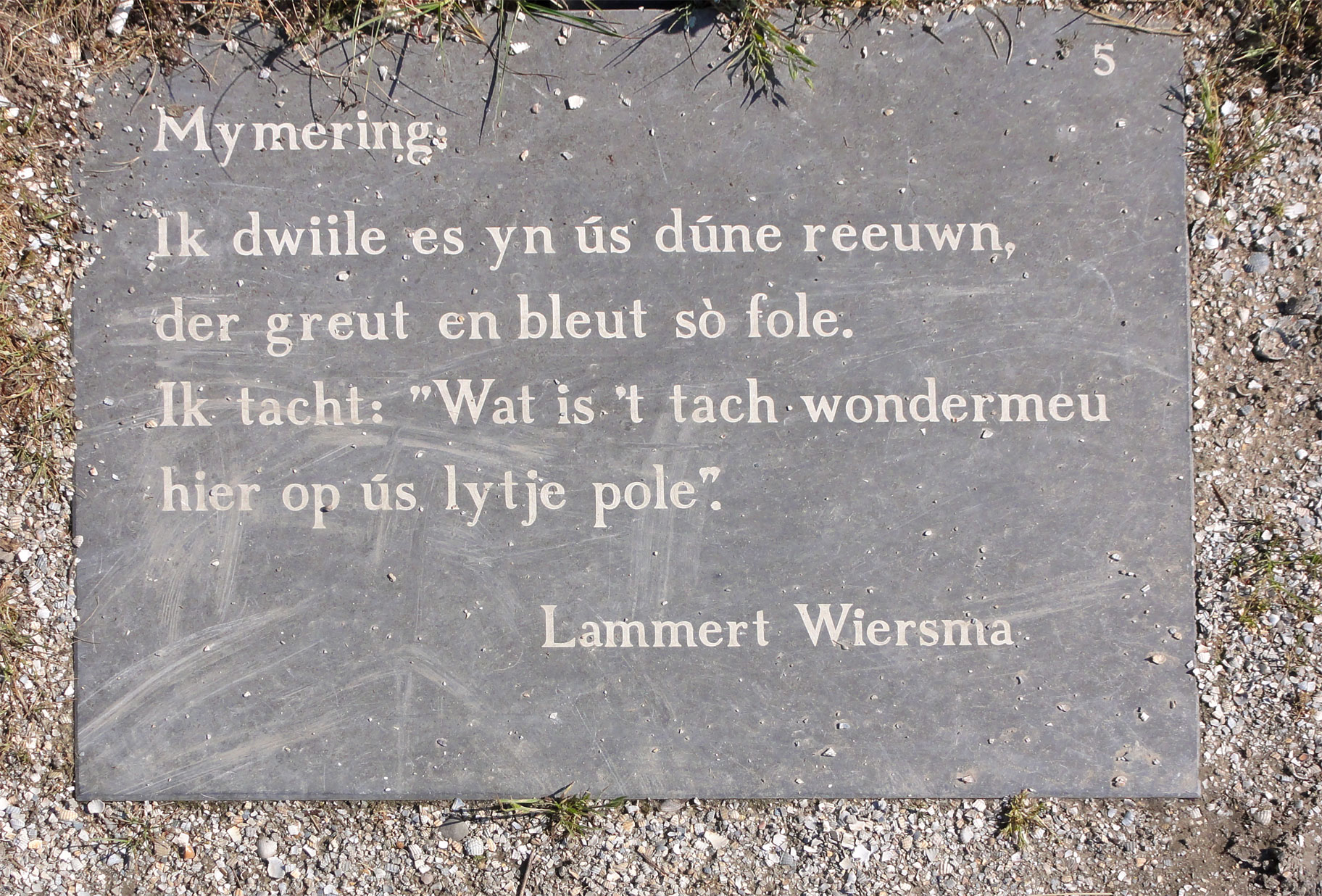
Mijmeringen
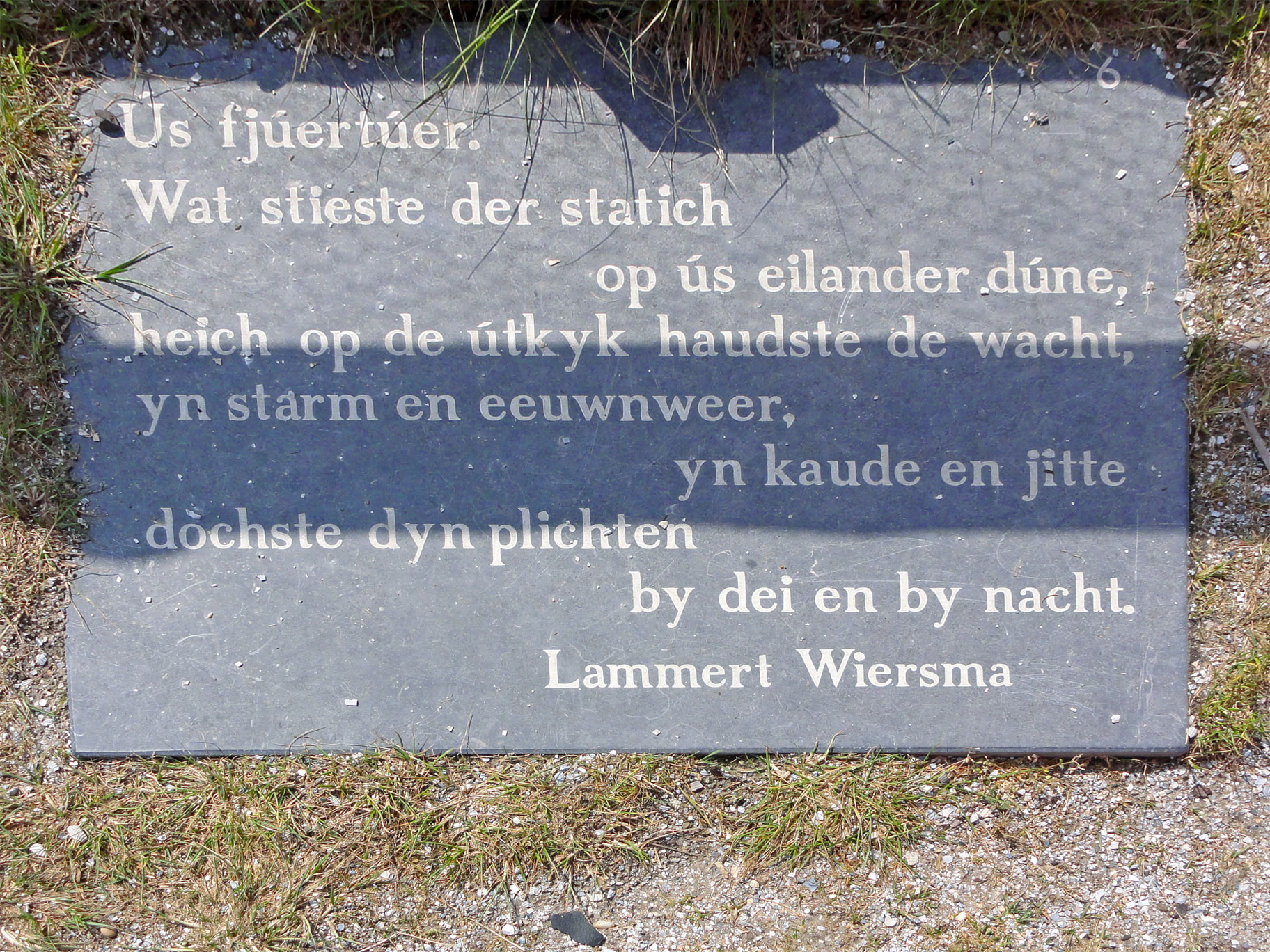
Vuurtoren
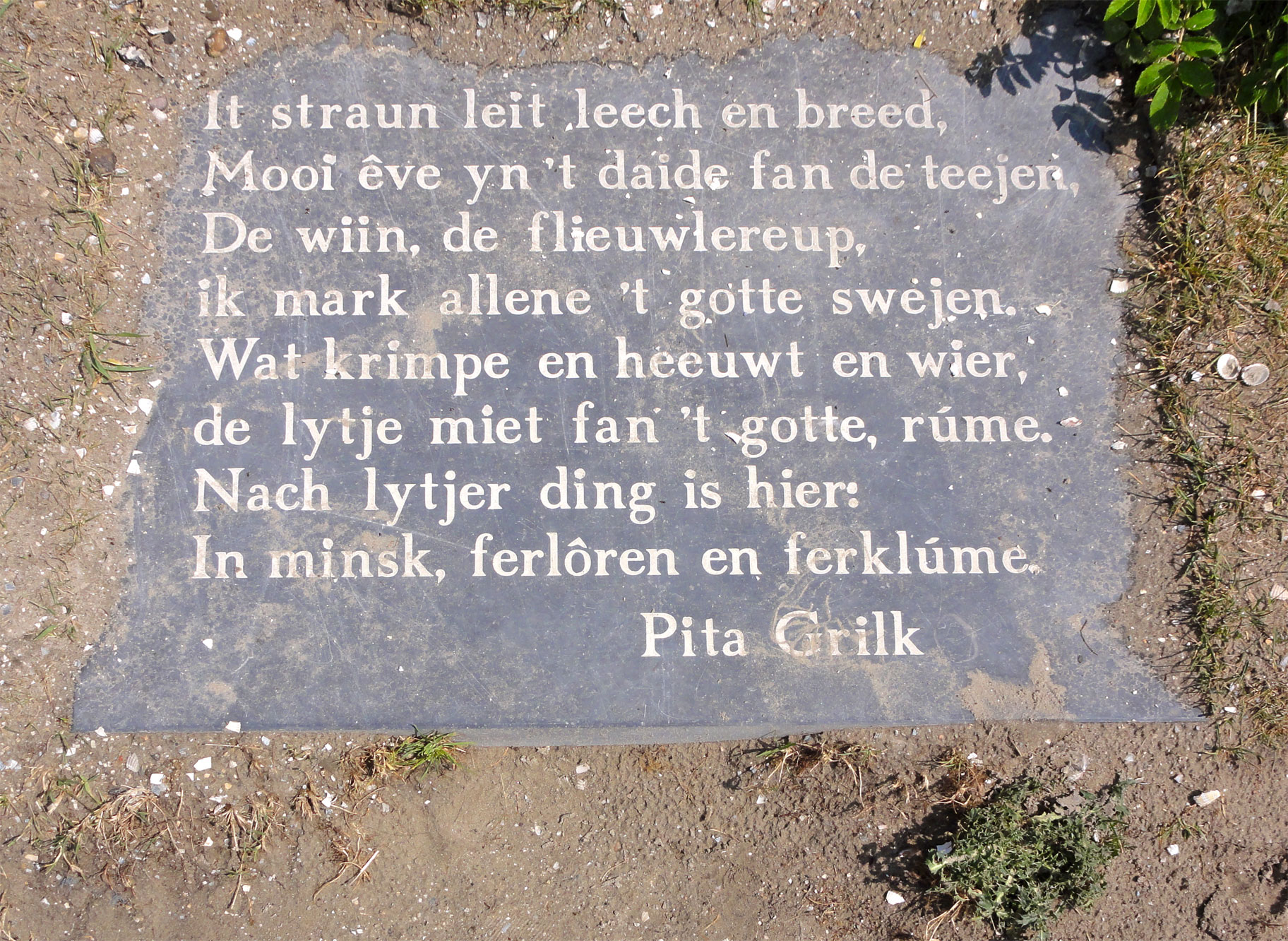
Strand
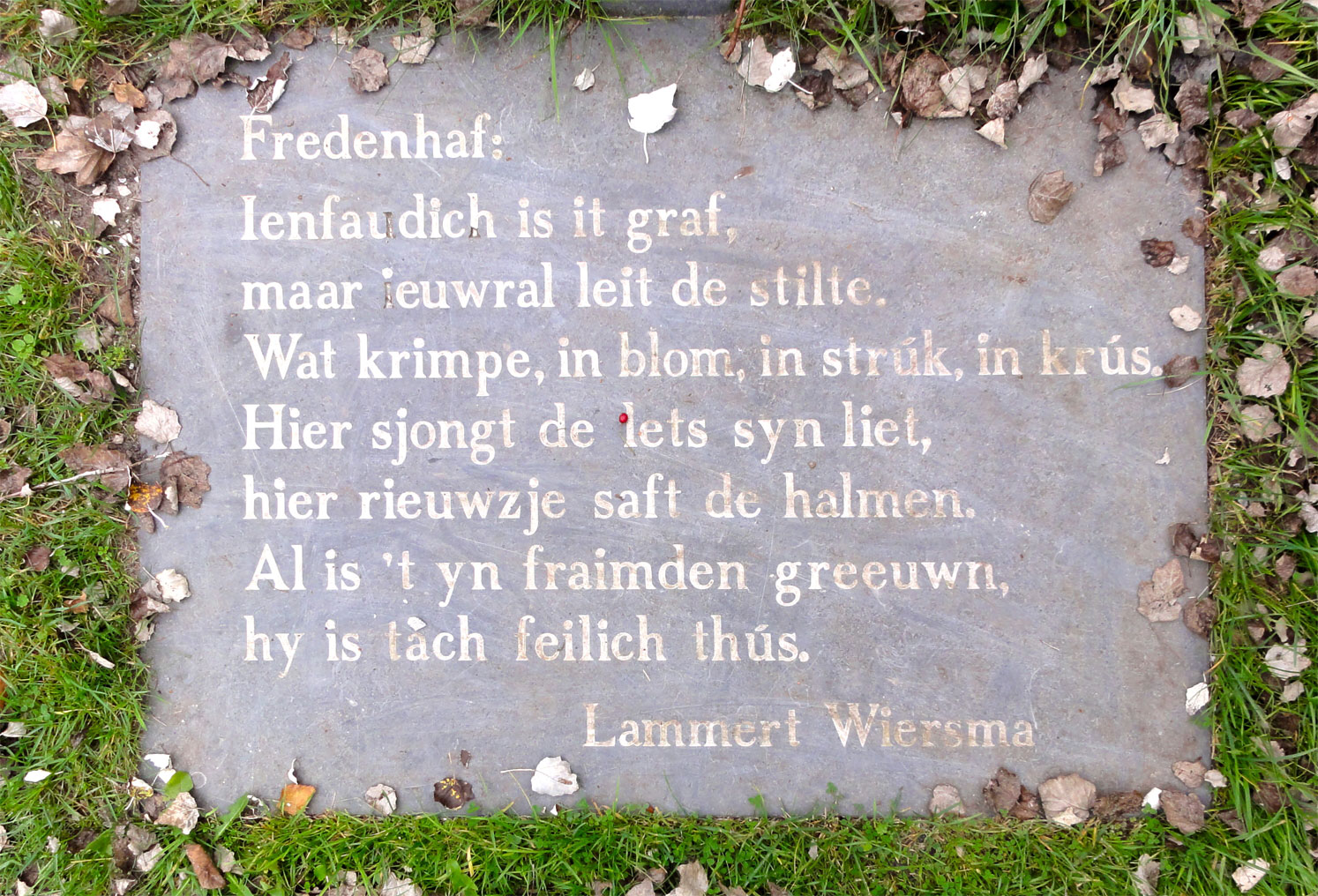
Vredenhof
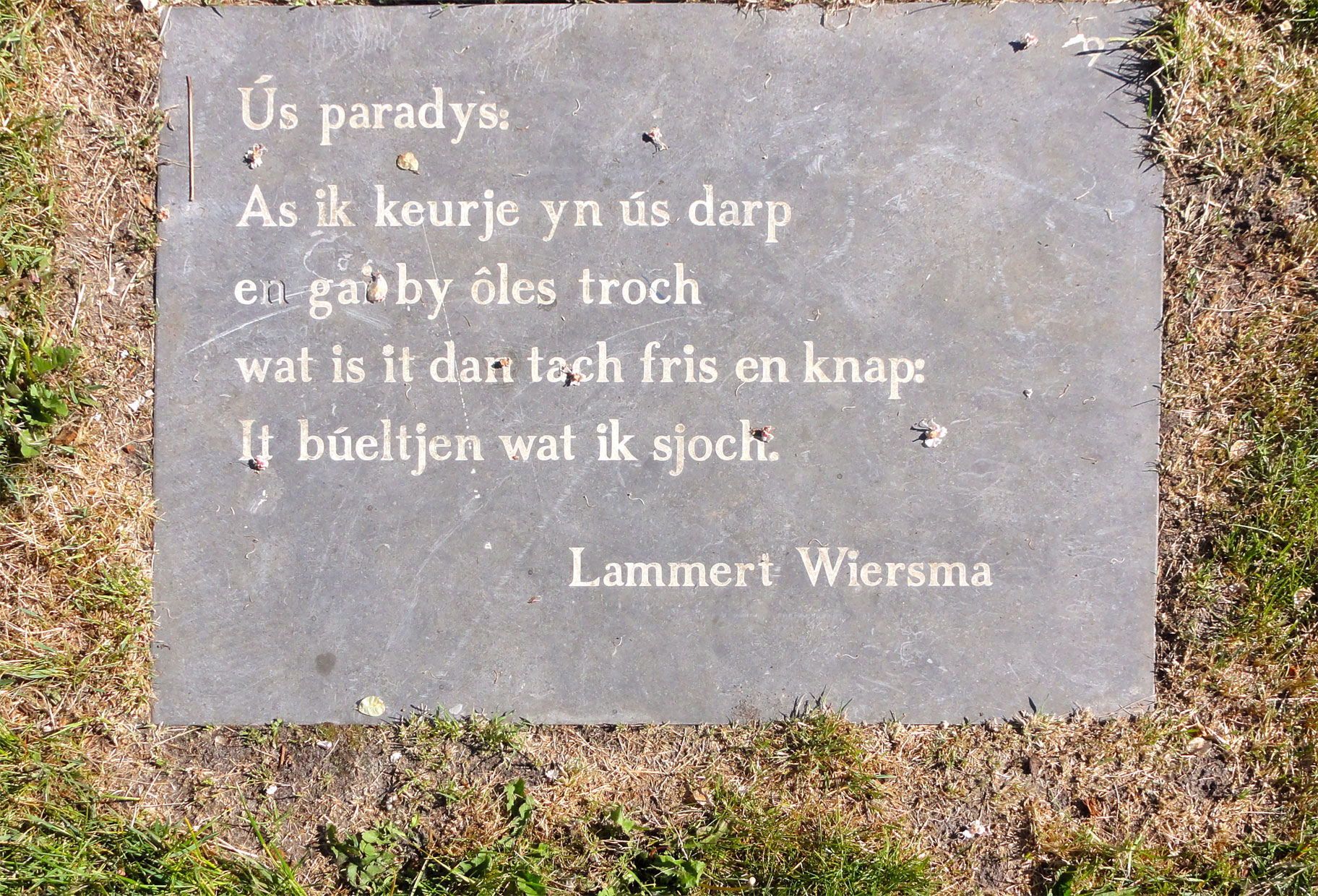
Ons paradijs

## Haiku's
Bij de Kobbeduinen ligt een steen met daarop twee haiku's van de beeldend kunstenaar Jan Loman. Deze poëtische steen hoort niet bij de taalroute Schiermonnikoog. De haiku's zijn geschreven in het Noors en in het Nederlands.